# Вахасе
Вахасе (ест. Vahase) естонско је острво смештено у северном делу Ришког залива Балтичког мора, на око 4 километра јужно од највећег естонског острва Сареме и једно је од острва у архипелагу Западноестонских острва. Административно припада округу Сарема.
Острво се налази на свега 200 метара западно од острва Абрука од кога га одваја плитки мореуз који се у време осеке може препешачити. Површина острва је 65,52 хектара, укупна дужина обале 6,5 километара, док ја највиша тачка на острву на надморској висини од 4,3 метра. Дужина острва је 2,7 километара, док је максимална ширина свега 420 метара.
На острву се налази једна мања фарма. Острво је обрасло шумом храста, клеке и бора.